# 1. deild islandzka w piłce nożnej (1995)
Sezon 1995 był 84. sezonem o mistrzostwo Islandii. Drużyna Akraness obroniła tytuł mistrzowski, zdobywając czterdzieści dziewięć punktów w osiemnastu meczach. Po sezonie spadły zespoły FH i Fram.

## Drużyny
Po sezonie 1994 z ligi spadły zespoły Þór Akureyri i Stjarnan, z 2. deild awansowały natomiast drużyny Grindavík i Leiftur.
| Uczestnicy poprzedniej edycji                                                                                 | Uczestnicy poprzedniej edycji | Uczestnicy poprzedniej edycji | Uczestnicy poprzedniej edycji |
| --- | ----------------------------- | ----------------------------- | ----------------------------- |
| ÍA | Akraness                      | 1                             |                               |
| FH | FH                            | 2                             |                               |
| ÍBK | Keflavík                      | 3                             |                               |
| VAL | Valur                         | 4                             |                               |
| KRE | KR                            | 5                             |                               |
| FRA | Fram                          | 6                             |                               |
| BRE | Breiðablik                    | 7                             |                               |
| ÍBV | ÍB Vestmannaeyja              | 8                             |                               |
| Awans z 2. deild                                                                                              |                               |                               |                               |
| GRI | Grindavík                     | 1                             |                               |
| LEI | Leiftur                       | 2                             |                               |
| Oznaczenia: - kolumna pierwsza – skróty nazw drużyn, - kolumna trzecia – miejsce zajęte w poprzednim sezonie. |                               |                               |                               |

## Tabela
| Lp. | Drużyna          | M  | Z  | R | P  | Bramki | Bramki | Różn. | Pkt | Uwagi                                             |
| --- | ---------------- | -- | -- | - | -- | ------ | ------ | ----- | --- | ------------------------------------------------- |
| 1   | Akraness (M)     | 18 | 16 | 1 | 1  | 50     | 15     | +35   | 49  | Puchar UEFA • Runda wstępna                       |
| 2   | KR               | 18 | 11 | 2 | 5  | 33     | 22     | +11   | 35  | Puchar Zdobywców Pucharów • Runda kwalifikacyjna1 |
| 3   | ÍB Vestmannaeyja | 18 | 10 | 1 | 7  | 41     | 29     | +12   | 31  | Puchar UEFA • Runda wstępna                       |
| 4   | Keflavík         | 18 | 6  | 8 | 4  | 28     | 29     | −1    | 26  | Puchar Intertoto • Faza grupowa                   |
| 5   | Leiftur          | 18 | 7  | 3 | 8  | 32     | 34     | −2    | 24  |                                                   |
| 6   | Grindavík        | 18 | 7  | 2 | 9  | 26     | 29     | −3    | 23  |                                                   |
| 7   | Valur            | 18 | 7  | 2 | 9  | 26     | 34     | −8    | 23  |                                                   |
| 8   | Breiðablik       | 18 | 5  | 3 | 10 | 24     | 31     | −7    | 18  |                                                   |
| 9   | FH (S)           | 18 | 4  | 3 | 11 | 26     | 42     | −16   | 15  | Spadek do 2. deild                                |
| 10  | Fram (S)         | 18 | 3  | 3 | 12 | 18     | 39     | −21   | 12  | Spadek do 2. deild                                |

## Wyniki
| Gospodarz \ Gość | ÍA  | BRE | FRA | GRI | FH  | KRE | ÍBK | LEI | VAL | ÍBV |
| Akraness         |     | 2:0 | 3:0 | 4:0 | 3:1 | 2:0 | 8:2 | 2:2 | 1:0 | 5:1 |
| Breiðablik       | 0:1 |     | 1:2 | 0:0 | 2:1 | 1:3 | 1:1 | 1:2 | 2:1 | 0:1 |
| Fram             | 1:2 | 1:0 |     | 0:2 | 3:0 | 1:4 | 2:4 | 0:4 | 1:3 | 0:0 |
| Grindavík        | 1:2 | 6:3 | 2:2 |     | 2:1 | 1:0 | 1:2 | 3:2 | 1:2 | 1:0 |
| FH               | 2:3 | 2:4 | 2:1 | 2:0 |     | 2:2 | 2:2 | 2:2 | 2:3 | 1:3 |
| KR               | 3:2 | 2:1 | 3:1 | 2:1 | 0:1 |     | 3:3 | 2:0 | 1:0 | 4:2 |
| Keflavík         | 0:1 | 1:1 | 1:1 | 1:0 | 2:0 | 0:1 |     | 3:2 | 1:1 | 1:0 |
| Leiftur          | 0:2 | 3:1 | 3:1 | 3:1 | 1:2 | 1:2 | 2:2 |     | 1:4 | 2:1 |
| Valur            | 1:4 | 0:3 | 3:0 | 0:3 | 3:0 | 2:1 | 0:0 | 1:2 |     | 1:3 |
| ÍB Vestmannaeyja | 1:3 | 2:3 | 2:1 | 3:1 | 6:3 | 1:0 | 3:2 | 4:0 | 8:1 |     |

Źródło:  (ang.)
Objaśnienia:
1Drużyna gospodarzy jest wymieniona po lewej stronie tabeli.
Kolory: zielony – zwycięstwo gospodarzy, żółty – remis, różowy – zwycięstwo gości.

## Najlepsi strzelcy
| Bramki | Strzelcy              | Drużyna          |
| ------ | --------------------- | ---------------- |
| 15     | Arnar Gunnlaugsson    | Akraness         |
| 14     | Tryggvi Guðmundsson   | ÍB Vestmannaeyja |
| 13     | Mihajlo Biberčić      | KR               |
| 11     | Rastislav Ján Lazorík | Breiðablik       |
| 10     | Ólafur Þórðarson      | Akraness         |
| 8      | Hörður Magnússon      | FH               |
| 7      | 2 zawodników          | 2 zawodników     |
| 6      | 5 zawodników          | 5 zawodników     |